# Elisabeth Raffauf
Elisabeth Raffauf (* 4. Juni 1960 in Essen) ist eine deutsche Psychologin, Journalistin und Publizistin.

## Ausbildung, psychologische Arbeit und Autorentätigkeit
Da sie aufgrund des Numerus clausus zunächst keinen Studienplatz für das Fach Psychologie erhielt, begann Elisabeth Raffauf ein Studium der Germanistik, Politikwissenschaft und Philosophie, um nach Ende der bei zulassungsbeschränkten Fächern vorgesehenen Wartezeit mit ihrem Wunschstudium zu beginnen. Erfahrungen aus der Zeit ohne Studienplatz in Psychologie gingen in einen Artikel in der Wochenzeitung Die Zeit ein. Mit einer sich anschließenden Journalistentätigkeit beim Kölner Stadt-Anzeiger, der Westfalenpost und dem Westdeutschen Rundfunk verdiente sie sich neben dem Studium ihren Lebensunterhalt.
Über zwanzig Jahre arbeitete Elisabeth Raffauf von 1996 an in der Erziehungsberatungsstelle der Stadt Euskirchen. In ihrer Praxis bietet sie Familienberatung, Erziehungsberatung, Paarberatung, Coaching und Supervision an, außerdem Arbeit mit Teams und Weiterbildungen für Fachkräfte wie Ärzte und Gruppen von Erziehern. Regelmäßig erscheinen Beiträge von ihr und Interviews mit ihr in der Presse, etwa in der Wochenzeitung Die Zeit, der Süddeutschen Zeitung dem Kölner Stadt-Anzeiger und der Kölnischen Rundschau. Im Auftrag des Bundesministeriums für Gesundheit verfasste sie mit Christel Boßbach eine Aufklärungsbroschüre für Mädchen und junge Frauen. Beim WDR wirkt Raffauf an der KiRaKa-Sendung Herzfunk mit, in der Kinderfragen beantwortet werden. Für logo!, eine Kindernachrichtensendung im ZDF, ist sie beratend tätig.
Raffaufs Ratgeberbücher decken ein breites Spektrum von Erziehungs-, Familien-, und Jugendthemen ab. Für Eltern gibt sie allgemeine Hinweise zur Erziehung sowie Hinweise für besondere Situationen, darunter Pubertät, sexuelle Aufklärung und belastende Ereignisse wie Gewaltberichterstattung im Fernsehen. Sie gibt Ratschläge, wie dem Kind wichtige Kompetenzen zu vermitteln sind, etwa im Umgang mit Geld oder zur Abwehr sexueller Übergriffe. Einer ihrer Ratgeber richtet sich an im Erziehungswesen Tätige. Ihre Bücher für Jugendliche richten sich vor allem an Mädchen und thematisieren deren geschlechtsspezifische Probleme.
Elisabeth Raffauf hat eine Tochter und einen Sohn und lebt in Köln.

## Werke
- Liebe, Sex und noch viel mehr für Mädchen, die es wissen wollen: Pickel, Zoff und Lust, Flugzeuge im Bauch, vom ersten Mal, Jungs sind doof und wie es weitergeht. Südwest, München 1996, ISBN 978-3-517-01493-7 (mit Christel Boßbach)
- Mama wie bin ich in deinen Bauch gekommen?. Weltbild, Augsburg 1998, ISBN 978-3-89604-736-6 (mit Christel Boßbach und Gisela Dürr)
- Mein Kind macht, was es will: wie Sie Kindern kreativ Grenzen setzen. Midena, Augsburg 1998, ISBN 978-3-310-00496-8
- Kleine Nervensägen: so meistern Sie die alltäglichen Katastrophen in der Familie. Weltbild, Augsburg 1999, ISBN 978-3-89604-390-0 (mit Peter Pfeiffer)
- „Das können doch nicht meine sein!“: gelassen durch die Pubertät. Beltz, Basel 2000, ISBN 978-3-407-22809-3.
- mit Michaela Braun: 10 Gespräche, die Sie mit Ihren Kindern führen sollten. vgs, Köln 2001, ISBN 978-3-8025-1470-8.
- Was ist Liebe? Sexualerziehung in der Familie. Beltz, Weinheim, Basel 2003, ISBN 978-3-407-22863-5 (kroatische Übersetzung 2006).
- Only For Girls: Alles über Liebe und Sex. Beltz und Gelberg, Weinheim, Basel 2008, ISBN 978-3-407-75340-3.
- Pubertät heute: Ohne Stress durch die wilden Jahre. Beltz, Weinheim 2011, ISBN 978-3-407-22510-8 (weitere Auflage 2014).
- So schützen Sie Kinder vor sexuellem Missbrauch: Prävention von Anfang an. Patmos-Verlag, Ostfildern 2012, ISBN 978-3-8436-0213-6 (niederländische Übersetzung 2013, rumänische 2015).
- Das MädchenBuch: Die neuen Mädchen – was sie für ihren Weg ins Leben brauchen. Der Elternratgeber. Beltz, Weinheim, Basel 2013, ISBN 978-3-407-85965-5.
- Über Terror und Gewalt mit Kita-Kindern sprechen. Cornelsen, Berlin 2018, ISBN 978-3-589-16140-9.
- Die tun nicht nichts, die liegen da und wachsen – was in der Pubertät hilft. Patmos-Verlag, Ostfildern 2018, ISBN 978-3-8436-1019-3.
- Wenn Sophie und Jonah Doktor spielen – Kinder verstehen und im Kita-Alltag professionell begleiten. Cornelsen, Berlin 2019, ISBN 978-3-589-16146-1.
- Erzieht uns einfach! Was Kinder und Jugendliche von ihren Eltern brauchen. Patmos-Verlag, Ostfildern 2022, ISBN 978-3-8436-1322-4.
- Wann ist endlich Frieden? Antworten auf Kinderfragen zu Krieg, Gewalt, Flucht und Versöhnung. Fischer Sauerländer, Frankfurt am Main 2023, ISBN 978-3-7373-7213-8 (mit Illustrationen von Günther Jakobs).
- Elisabeth Raffauf: Angst - Aufwachsen in unsicheren Zeiten und wie wir unseren Kindern helfen, mutig in die Welt zu gehen. Patmos Verlag, Ostfildern 2025, ISBN 978-3-8436-1583-9.